# Blipta
Blipta is een geslacht van vlinders van de familie Carposinidae, uit de onderfamilie Millieriinae.

## Soorten
- B. technica Diakonoff, 1954
- B. xylinarcha (Meyrick, 1930)